# The Show Must Go On (píseň, Queen)
The Show Must Go On je singl britské rockové skupiny Queen. Zároveň je poslední, dvanáctou skladbou z jejich alba Innuendo z roku 1991. Jako autor je uvedena skupina Queen jako celek, avšak napsal ji především kytarista skupiny Brian May.

## Vznik
Skladba se významně zapsala do historie kapely Queen. Freddie Mercury trpěl v době nahrávání písně (1991) již velmi pokročilým stádiem nemoci AIDS (nemohl téměř chodit, špatně viděl, byl značně pohublý a bledý). Kytarista Brian May se obával, že Mercury už nebude fyzicky schopný tolik energickou a emotivní skladbu nazpívat, ale i přes blížící se konec píseň začátkem roku 1991 nazpívat zvládl. Později se stala ikonou závěrečného období života Freddieho Mercuryho. Název písně totiž v překladu znamená heslo, kterým se Mercury řídil po celý svůj život, a to Show musí pokračovat!

### Vydání
Skladba byla vydána ve Spojeném království jako singl 14. října 1991, jen šest týdnů před Mercuryho smrtí. Živě hraná verze se zpěvem Eltona Johna se objevila na kompilačním albu Greatest Hits III skupiny Queen.
Skladba byla poprvé hrána živě dne 20. dubna 1992 během koncertu na počest Freddieho Mercuryho The Freddie Mercury Tribute Concert zbývajícími třemi členy skupiny Queen a Eltonem Johnem, který zpíval, a Tonym Iommim, který doplňoval Briana Maye na elektrickou kytaru.

## Obsazení nástrojů
- Freddie Mercury – hlavní zpěv
- Brian May – elektrická kytara (Red Special), klávesy, doprovodné vokály
- Roger Taylor – bicí, doprovodné vokály
- John Deacon – basová kytara

## Pozice v žebříčcích
| Žebříček (1991)             | Vrcholové pozice | Počet týdnů v žebříčku |
| --------------------------- | ---------------- | ---------------------- |
| Dutch Singles Chart         | 7                | 12                     |
| French Singles Chart        | 2                | 21                     |
| German Singles Chart        | 7                | 26                     |
| Irish Singles Chart         | 17               | 3                      |
| Italian Singles Chart       | 10               | 13                     |
| New Zealand Singles Chart   | 20               | 5                      |
| Polish Singles Chart        | 3                | 1                      |
| Swedish Singles Chart       | 30               | 6                      |
| Swiss Singles Chart         | 11               | 11                     |
| UK Singles Chart            | 16               | 10                     |
| U.S. Mainstream Rock Charts | 40               | 11                     |